# Dmitri Semionovitch Lvov
Pour les autres membres de la famille, voir Famille Lvov.
Le prince Dmitri Semionovitch Lvov (en russe : Князь Дмитрий Семёнович Львов), né le 6 juillet 1775 et décédé le 23 décembre 1834, est un major-général russe.

## Famille
Il est le fils du prince Semion Sergueïevitch Lvov (†1796) et de son épouse Iekaterina Nikolaïevna née Ivleva. Il épousa Ielena Kheraskova puis, veuf, Maria Alexandrovna Pavlova (1776-?).
De cette seconde union naquirent :
- Alexandre Dmitrievitch Lvov (1796-1866). conseiller d'État, il épousa la princesse Maria Andreïevna Dolgoroukova. De ce mariage naquirent 11 enfants.
- Iekaterina Dmitrievna Lvova (1803-1818).
- Ievdokia Dmitrievna Lvova : elle épousa le sénateur Nikolaï Andreïevitch Nelbossine.
- Alexeï Dmitrievitch Lvov[1].

## Biographie
Le prince Dmitri Semionovitch Lvov a pour ascendant le comte Fiodor Rostislavitch Noir † 1300), lui-même descendant des Riouriks.

### Évolution de la carrière militaire
- 1775. Caporal.
- Sergent. 1782.
- Enseigne. 1782.
- Capitaine. (1790.
- Colonel. 10 avril 1792.
- Brigadier (1795).
- Major-général. 10 décembre 1814.

### Carrière militaire
Encore au berceau, Dmitry Lvov fut inscrit le 22 septembre 1775 au Régiment Izmaïlovski au grade de caporal (grade de sous-officier situé sous la Table des rangs). Le 3 mars 1782, le prince commença sa carrière militaire dans ce même régiment de la Garde, au grade de sergent (jusqu'en 1798 grade situé sous la Table des rangs). Très vite, il fut promu enseigne (grade situé sous la Table des Rangs). Engagé dans le conflit opposant la Suède à l'Empire russe, il servit dans une flottille à rames. En récompense de sa bravoure au cours de la première bataille de Svensksund le 24 août 1789, il reçut l'Ordre de Saint-Vladimir (4e classe avec ruban) Il prit également part à la bataille de Vyborg le 4 juillet 1790. Au cours des combats, il fut atteint par une balle à l'épaule gauche. Au terme de ces deux batailles, il fut promu au grade de capitaine (grade situé au 10e rang de la Table des rangs).
Le 10 avril 1792, le prince Lvov fut élevé au grade de colonel. La même année, commandant du bataillon du 2e Corps de chasseurs à pied biélorusse, il fut engagé dans la répression menée contre l'armée polonaise placée sous le commandement du général polonais Tadeusz Kościuszko. Il se distingua aux batailles de Biała (voïevodia d'Opole) et le 18 juillet 1792, au cours de la Bataille de Dubienka, un coup d'épée lui fut porté à la tête ; blessé superficiellement, le prince Lvov continua son service dans l'armée. En outre, il lui fut remis une épée d'or. Le 4 novembre 1794, le colonel Lvov prit part à la bataille de Praga. Cette même année, il fut élevé au grade de brigadier. L'année suivante, le 7 avril, le prince Lvov reçut le commandement du Régiment de Mousquetaires Beliovski. le 6 février 1797, Dmitri Semionovitch quitta l'armée.
En 1806, le prince Dmitri Semionovitch eut pour tâche la formation des troupes du zemski de la province de Kalouga, la même année il fut honoré de l'Ordre de Sainte-Anne (2e classe). En 1812, il reçut le commandement d'un régiment de la milice du comté de Przemyśl (province de Kalouga). En 1812, il eut pour mission de débarrasser les comtés de Maloyaroslavets, Borovsk de l'occupation française. Cette mission effectuée, il pacifia ensuite les comtés de la province de Smolensk. Il chassa également les troupes françaises des comtés de Mstsislaw, Moguilev et Minsk. Au cours de la Retraite de Russie par les troupes napoléoniennes, le prince Lvov harcela les troupes françaises. Après là mort du commandant de la milice du comté[Quoi ?] de Kalouga, le lieutenant-général Chepelev (1768-1838) assura le commandement de cette unité militaire. Le prince Lvov reçut le  commandement d'une division de la milice du comté de Kalouga.

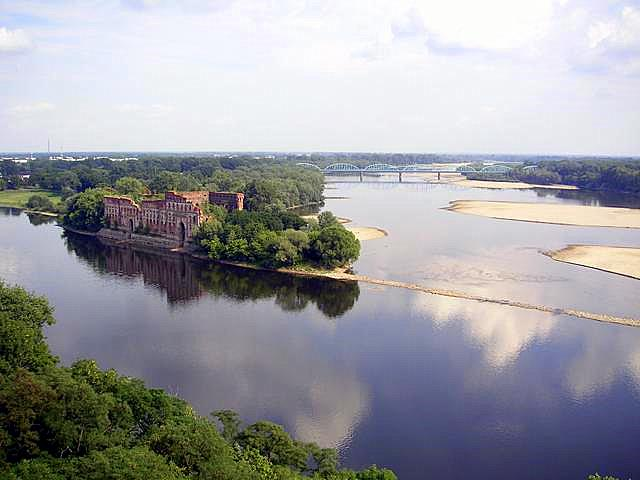
Ruine de la forteresse de Modlin située au confluent de la Vistule et de la Narew.

Sous le commandement de l'ingénieur général Karl Ivanovitch Opperman (1765-1831) et à la tête de sa division, Dmitri Semionovitch se distingua lors des sièges des forteresses de Modlin et de Dantzig. En raison de son courage au cours de ces deux sièges, il lui fut décerné l'Ordre de Sainte-Anne (2e classe avec diamants) et l'Ordre de Saint-Vladimir (3e classe).
Après la prise de Dantzig par l'Armée impériale russe, il stationna temporairement dans la forteresse avec un corps de troupe puis en juin 1814, ordre fut donné aux troupes de la milice de Kalouga de quitter les lieux. En septembre 1814, il fut de retour à Kalouga.
Le 10 décembre 1814, il lui fut accordé pour son engagement lors du siège de Dantzig, le grade de major-général (grade situé au 4e rang de la Table des rangs).
Dès le début de l'année de 1815, le prince Lvov quitta définitivement les rangs de l'armée.

## Mort et inhumation

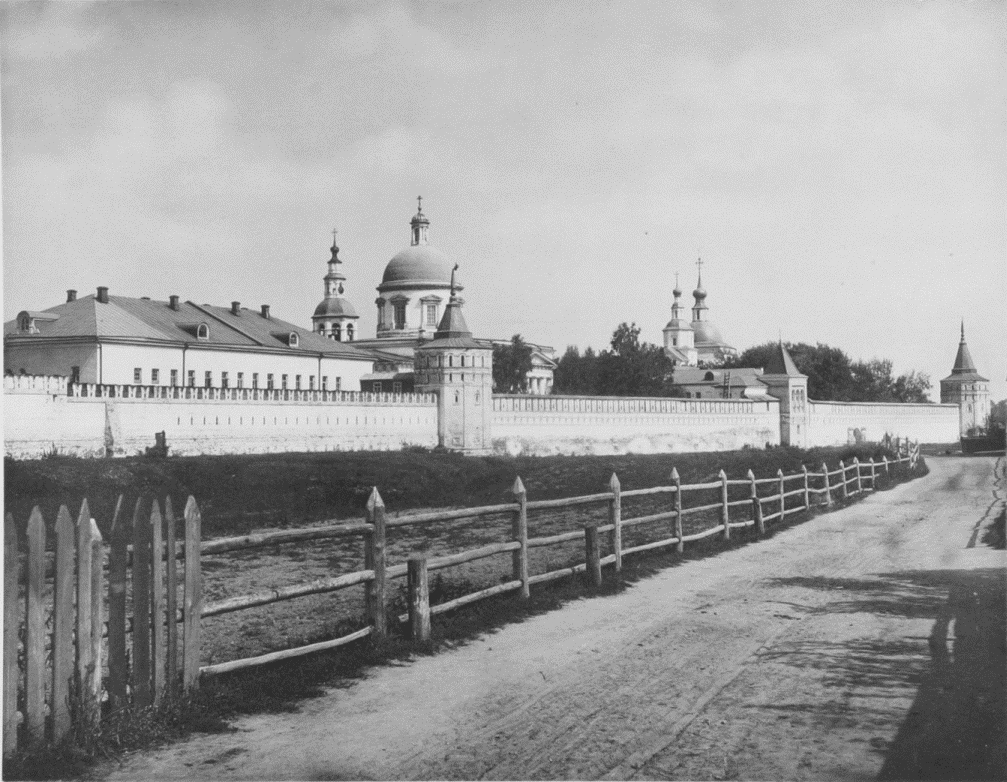
Vue du monastère Danilov à Moscou au XIXe siècle.

Le prince Dmitri Semionovitch Lvov mourut le 23 décembre 1834 et fut inhumé au monastère Danilov de Moscou. Le cimetière fut démoli en 1930 et les restes du prince éparpillés. Aujourd'hui à l'emplacement du cimetière se dresse la chapelle Saint-Daniel (construite en 1988) en mémoire de toutes les personnes enterrées jadis en ce lieu.

## Distinctions
- Février 1813 :  Ordre de Saint-Vladimir (3e classe).
- 1789 :  Ordre de Saint-Vladimir (4e classe avec ruban).
- 1792 :  Épée d'or.
- Février 1813 :  Ordre de Sainte-Anne (2e classe avec diamants)
- 1806 :  Ordre de Sainte-Anne (2e classe).

### Source
- Dictionnaire des généraux russes, des membres des opérations militaires contre l'armée de Napoléon Bonaparte en 1812-1815. A. Gorchman. Lvov Dmitri S. / / Russian Archives: Histoire de la Patrie dans les témoignages et les documents du XVIII-XX siècles. Almanach. — Moscou: Studio RECONNU: Ros. Archive, 1996. — S. 460-461. — [T] VII.